# Rehabilitacja psychiatryczna
Rehabilitacja psychiatryczna – system skoordynowanych oddziaływań społecznych, psychologicznych, wychowawczych i medycznych umożliwiających chorym psychicznie samodzielną egzystencję i integrację społeczną.

## Podział rehabilitacji psychiatrycznej
- medyczna
- psychologiczna
- społeczna
- zawodowa (WTZ, spółdzielnie socjalne, turnusy rehabilitacyjne)

## Zasady rehabilitacji psychiatrycznej
- optymalna stymulacja
- wielostronność oddziaływań
- stopniowanie trudności
- powtarzalność oddziaływań
- partnerstwo

Podstawą pracy w rehabilitacji psychiatrycznej jest stosowanie wzmocnień pozytywnych - chwalenie i nagradzanie najdrobniejszych postępów oraz unikanie krytycyzmu i uwag negatywnych.

## Realizacja opieki rehabilitacji psychiatrycznej

### W zakresie opieki zdrowotnej
- oddziały szpitalne
- oddziały dzienne
- oddziały rehabilitacyjne
- poradnie zdrowia psychicznego
- zespoły leczenia domowego/środowiskowego
- hostele
- zespoły interwencji kryzysowej

### W zakresie opieki społecznej
- Domy Pomocy Społecznej
- Środowiskowe Domy Samopomocy
- specjalistyczne usługi opiekuńcze
- WTZ